# Kytlice (železniční zastávka)
Kytlice je železniční zastávka, dříve též závorářské stanoviště, v obci Kytlice. Leží v km 34,645 železniční trati Děčín–Rumburk mezi stanicemi Mlýny a Jedlová.

## Historie
Byť byla železniční trať procházející Kytlicemi zprovozněna již v 16. ledna 1869, ve vesnici zastávka zřízena nebyla. Stalo se tak až o dvacet let později, 1. června 1889. V období 2. světové války nesla zastávka německé názvy nejdříve Kittlitz b/Böhmisch Kamnitz (v letech 1938-1939), následně do roku 1945 Falkenau-Kittlitz, poté se už používal dnešní název Kytlice. Pravděpodobně do roku 2008 zastávka sloužila rovněž jako závorářské stanoviště.

## Popis místa

### Zastávka
Zastávka ležící na jednokolejné trati je vybavena betonovým nástupištěm o délce 100 m a s nástupní hranou ve výšce 550 mm nad temenem kolejnice. Tyto parametry zastávka získala během rekonstrukce svršku v úseku Mlýny–Jedlová na podzim roku 2017. Původně zde bylo betonové nástupiště o délce 115 m a zděná čekárna.

### Závorářské stanoviště
Ze zastávky byly závorářem pravděpodobně do roku 2008 mechanicky ovládány závory na dvou přejezdech. Jednalo se o přejezd silnice II. třídy v km 34,503 a silnice IV. třídy v km 34,830. Závorář rovněž prodával jízdenky.